# Краснов, Григорий Корнеевич
Григо́рий Корне́евич Красно́в (29 января 1902 — 4 января 1971) — советский хозяйственный  и политический деятель.  Делегат I Всесоюзного съезда колхозников-ударников (1933). Делегат XVIII съезда партии. Депутат Верховного Совета РСФСР I-го созыва (1938—1947)

## Биография
Родился в селе Новочеркутино Усманского уезда Тамбовской губернии в крестьянской семье. В 9 лет потерял отца.
В 1924 году был призван в ряды РККА, где был принят в кандидаты ВКП (б). После демобилизации вернулся в родное село, где организовал первую в селе артель и стал первым председателем.
В 1927 году был принят в ряды ВКП(б)
1930 —1938 год — председатель коммуны имени Ильича. Под его руководством коммуна награждена Орденом Ленина. Представлял коммуну на ВДНХ.
1938—1941 — заместитель Воронежского областного земельного управления по животноводству .
1941—1945 годы — на фронтах Великой Отечественной войны. 1942 — заместитель начальника штаба по политчасти 49 механизированной бригады 5 мехкорпуса. 1945 — заместителем начальника политотдела тыла 4-й гвардейской танковой армии.
Войну закончил в звании майора. Участник парада Победы.
1946—1949 — председатель коммуны имени Ильича. 1949 — репрессирован. Осужден.
1956 г. вернулся из мест заключения, работал директором Добринского хлебоприемного пункта «Заготзерно».

## Награды
- 1936 — Орден Трудового Красного знамени
- 1939 — Большая Серебряная  медаль «Передовик социалистического сельского хозяйства».
- 1943 — Орден Отечественной войны II степени и медаль «За оборону Сталинграда»
- 1945 — Орден Красной Звезды